# Grottes de Fuentes de León
Les grottes de Fuentes de León sont un site archéologique situé dans la commune de Fuentes de León (Estrémadure), en Espagne,.
C'est un complexe karstique développé sur des matériaux calcaires du Cambrien composé de plusieurs cavités : Cueva del Agua, cueva de Masero, Cueva de los Postes, cueva del Caballo, cueva de la Lamparilla.
Le lieu a été déclaré monument naturel le 25 juillet 2001, par un décret publié le 31 du même mois au Journal Officiel d'Estrémadure, signé par le président de la communauté autonome, Juan Carlos Rodríguez Ibarra, et le ministre de l'Agriculture et de l'Environnement, Eugenio Álvarez Gómez.

## Description
Les grottes possèdent une valeur environnementale et spécifiquement géologique notable en raison du caractère spectaculaire des spéléothèmes (dépôts chimiques issus de la précipitation de carbonate de calcium sous des formes très variées) dans certaines de ses grottes, la biodiversité trouvée dans les environs des grottes, ainsi que les vestiges d'art rupestre. L'importance de ce site réside dans la quantité et la variabilité des spéléothèmes, formations les plus caractéristiques qui lui confèrent une valeur environnementale particulière. On y trouve des stalactites en forme de hache, des stalactites en forme de lance, des stalactites hélicoïdales et courbes, des stalactites excentriques, des spicules d'aragonite et des voiles ou serpentins pouvant atteindre un demi-mètre de long. On y trouve également des stalactites, des colonnes, des siphons, des lapiaz, des stalagmites et des stalactites vivantes, des coulées et des chapeaux de champignons de deux mètres de haut. 